# Petr Šinágl
Petr Šinágl (ur. 18 lutego 1982) – czeski hokeista. Reprezentant Czech w hokeju na rolkach.

## Kariera klubowa
- HC Karlowe Wary U20 (1999-2002)
- HC Energie Karlowe Wary (2000-2003, 2005)
- HC Klášterec nad Ohří (2000)
- HC Most (2001)
- HC Baník Sokolov (2002)
- Berounští Medvědi (2002-2010)
- HC Hradec Králové (2006-2007)
- HC Pilzno 1929 (2008-2009)
- HC Kladno (2010)
- HC Stadion Litoměřice (2010-2013)
- Ciarko PBS Bank Sanok (2013-2015)
- Cracovia (2015-2018)
- ERC Bulls Sonthofen (2018-2019)
- HC Trutnov (2019-)

Wychowanek klubu Slavia Karlowe Wary. Jednak w macierzystym klubie występował epizodycznie do 2003. Najwięcej sezonów rozegrał Berounští Medvědi w 1. lidze czeskiej (łącznie do 2013 rozegrał w tych rozgrywkach ponad 450 spotkań). W ekstralidze czeskiej zagrał ponad 50 meczów. W czerwcu 2013 został zawodnikiem Ciarko PBS Bank Sanok. Od maja 2015 był zawodnikiem Cracovii. Po sezonie 2017/2018 rozstał się z krakowskim klubem. Od czerwca 2018 do marca 2019 był graczem niemieckiego klubu ERC Sonthofen. Po sześciu latach gry poza Czechami w lipcu 2019 został zawodnikiem drużyny HC Trutnov w kraju rodzinnym.

## Hokej na rolkach
Uprawia również hokej na rolkach (ang. inline-hockey), w okresie letnim poza sezonem w hokeju na lodzie. Występował na mistrzostwach świata organizowanych przez FIRS (Międzynarodowa Federacja Sportów Wrotkarskich). Bilans jego osiągnięć w ramach tej organizacji to 2 razy złoty medal, 2 razy srebrny medal, 4 razy brązowy medal. Uczestniczył w turnieju hokeja na rolkach rozegranego podczas World Games 2009 w Kaohsiung (Czechy zdobyły tam brązowy medal).

## Sukcesy
Klubowe
- Finał Pucharu Polski: 2013, 2014 z Ciarko PBS Bank KH Sanok, 2016, 2017 z Cracovią
- Złoty medal mistrzostw Polski: 2014 z Ciarko PBS Bank KH Sanok, 2016, 2017 z Cracovią
- Puchar Polski: 2015 z Cracovią
- Srebrny medal mistrzostw Polski: 2013, 2015 z JKH GKS Jastrzębie
- Superpuchar Polski: 2016, 2017 z Cracovią

Indywidualne
- Puchar Polski w hokeju na lodzie (2013/2014):
  - Najlepszy zawodnik meczu finałowego w drużynie Sanoka
- Polska Hokej Liga (2013/2014):
  - Trzecie miejsce w klasyfikacji asystentów w sezonie zasadniczym: 38 asyst
- Polska Hokej Liga (2014/2015):
  - Dziewiąte miejsce w klasyfikacji strzelców w sezonie zasadniczym: 17 goli
  - Pierwsze miejsce w klasyfikacji asystentów w sezonie zasadniczym: 36 asyst
  - Drugie miejsce w klasyfikacji kanadyjskiej w sezonie zasadniczym: 53 punkty
  - Piąte miejsce w klasyfikacji +/- w sezonie zasadniczym: +30
  - Drugie miejsce w klasyfikacji strzelców goli wygrywających mecz w sezonie zasadniczym: 4
- Polska Hokej Liga (2016/2017):
  - Zwycięski gol w dogrywce siódmego, decydującego meczu finału GKS Tychy - Cracovia (1:2) przesądzający o złotym medalu mistrzostw Polski 2 kwietnia 2017[9][10]